# Le Palais des anges
Pour plus de détails, voir Fiche technique et Distribution.
Le Palais des anges (O Palácio dos Anjos) est un film brésilien réalisé par Walter Hugo Khouri et sorti en 1970.
Le film s'attache à décrire la bourgeoisie urbaine brésilienne.
Il a été présenté en compétition au Festival de Cannes 1970, mais pour Le Monde, il ne méritait pas sa place dans une compétition internationale.

## Synopsis
Une française habitant à São Paulo décide avec deux amies de transformer son appartement en un luxueux lupanar, grâce auquel elle acquiert de l'argent et du prestige, mais aussi des problèmes émotionnels.

## Fiche technique
- Titre original : O Palácio dos Anjos
- Autre titre : Le palais des anges erotiques et des plaisirs secrets
- Réalisation : Walter Hugo Khouri
- Scénario : Walter Hugo Khouri
- Production : Vera Cruz, Metro Goldwyn Mayer, Les Films Number One
- Musique : Rogério Duprat, Lanny Gordini, Renato Mazola
- Photographie : Peter Overbeck
- Montage : Mauro Alice
- Durée : 96 minutes
- Date de sortie : 25 mai 1970

## Distribution
- Geneviève Grad : Bárbara
- Adriana Prieto : Ana Lúcia
- Rossana Ghessa : Mariazinha
- Luc Merenda : Ricardo
- Norma Bengell : Dorothy
- Joana Fomm : Rose
- John Herbert : Carlos Eduardo
- Alberto Ruschel : José Roberto
- Sérgio Hingst : Mr. Strauss

## Distinctions
Le film a été présenté en sélection officielle en compétition au Festival de Cannes 1970.